# Cosmail
 (février 2022).
Si vous disposez d'ouvrages ou d'articles de référence ou si vous connaissez des sites web de qualité traitant du thème abordé ici, merci de compléter l'article en donnant les références utiles à sa vérifiabilité et en les liant à la section « Notes et références ».

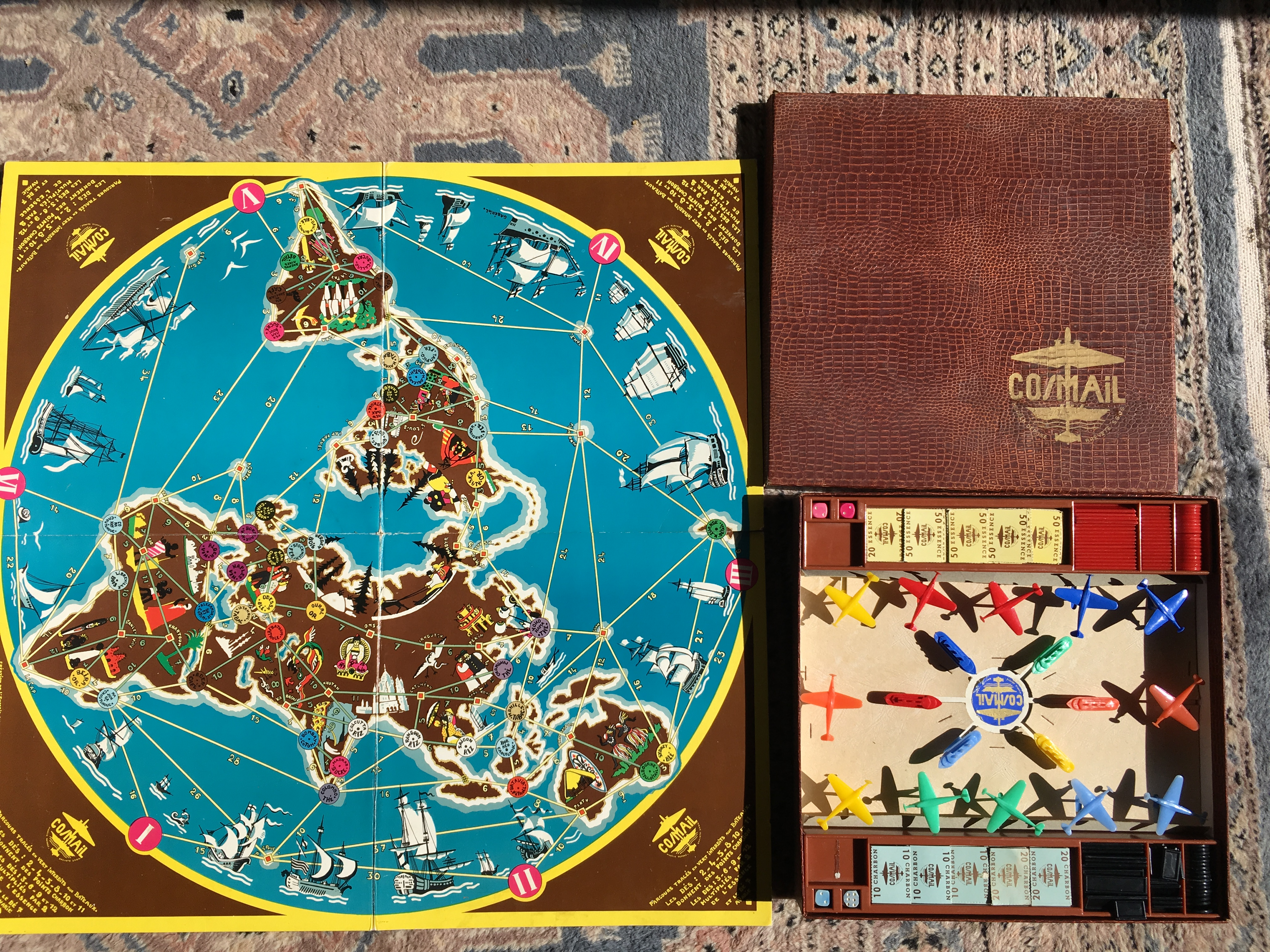
Boite ouverte, contenu du jeu et plateau dessiné par Gabriel Loire

Cosmail est un jeu de société conçu par Marcel Maillard et Gabriel Loire sous l'enseigne des éditions Eumail et dont la magnifique planisphère est dessinée par Gabriel Loire au format approximatif d'une table de bridge. Ce jeu est commercialisé à partir des années 1950. Au sortir de la guerre et de ses horreurs, Marcel Maillard et Gabriel Loire avaient eu le souci de concevoir et de rédiger la règle d'un jeu d'initiation aux échanges de l'économie mondiale mais dans le respect d'une honnête concurrence et en excluant toutes intentions impérialistes ou guerrières.

## Description
Autour d'une mappemonde, les joueurs s'affrontent dans une compétition qui leur fait parcourir toute la planète. Ils disposent chacun de trois pièces de bakélite : deux avions et un cargo, pour se rendre aux quatre coins du monde, réserver d'abord par les airs puis enlever ensuite par les mers des marchandises sur leurs lieux réputés de productions massives. Au cours de leurs périples, ils passent sur des villes réputées pour une marchandise singulière : riz, vin, coton, bois... et l'empochent intégralement. Les joueurs, devant obtenir au moins une part de chacune des marchandises mais, concurrence oblige, ne pouvant y parvenir de la sorte, doivent ensuite faire des trocs : ils s'échangent les matières qui leur manquent avant de pouvoir se livrer à la dernière phase de la course.

## Intérêts du jeu
- Découverte de la géographie mondiale.
- Part de hasard mais aussi de « choix stratégiques ».
- Introduction aux graphes.
- Valeur éducative.

## Règles simplifiées
- Trois à sept joueurs.
- La mappemonde montrent certaines villes et les routes, aériennes ou maritimes, qui les joignent. Le tout constitue un graphe avec ses arêtes et ses sommets.
- Pour les parcourir, les joueurs disposent chacun d'un bateau et de deux avions. Ils partent de l'une des six bases disposées à la périphérie de la mappemonde, et ne bougent qu'une pièce à la fois.
- Chaque route, ou arête, est affectée d'un nombre qui représente son coût. Le joueur peut parcourir plusieurs arêtes par tour de jeu, mais à condition de pouvoir en payer le coût (en essence pour les voies aériennes, en charbon pour les voies maritimes), et à condition que le coût total ne dépasse pas 24.
- Les joueurs gagnent des points d'essence ou de charbon en tirant aux dés. Quand ils arrivent sur certaines villes riches en pétrole ou en charbon, leur gain est multiplié.
- Pour obtenir la marchandise produite par une ville, un joueur doit d'abord y aller passer commande avec son avion, puis en prendre livraison avec son bateau.
- Il rafle alors toute sa production. Celle-ci est matérialisée par un, deux ou trois vignettes qui représente sa marchandise.
- Le but est d'obtenir au moins un stock de chacune des marchandises.
- Ensuite les joueurs engagent une course finale pour passer sur chacune des trois villes qui produisent de l'or.

## Le matériel
- Une mappemonde. Les continents sont en rouge, les océans en bleu, et les routes, tracées à la règle, sont en jaune. Les villes sont figurées par des cercles blancs avec leur nom. Certains sommets du graphe, tel celui des Açores, ne sont que des points de passage.
- Des pièces en plastiques pour représenter les avions et les bateaux des joueurs.
- Des vignettes pour matérialiser les marchandises.
- Des jetons de pétrole (roses) ou de charbon (bleus).
- Une paire de dés.

## Commentaires
- Le jeu démarre lentement car les règles ne prévoient pas de donner aux joueurs un pactole initial de pétrole ni de charbon. Les joueurs ne peuvent donc pas déplacer leurs pièces dès les premiers coups.
- Les joueurs doivent constamment se livrer à des « choix stratégiques » : foncer par exemple sur telle ville pour rafler sa matière première, ou faire un détour par telle autre pour faire d'abord un plein de pétrole ou de charbon, ce qui leur permettra ensuite de voyager plus vite.
- Deux joueurs ne peuvent occuper simultanément le même sommet du graphe : en y stationnant l'une de ses pièces, un joueur peut ainsi empêcher son adversaire d'emprunter une route intéressante.
- Le jeu comporte trois phases comme le Monopoly :
  - une phase de « prédation » ;
  - une phase de troc pour optimiser les acquisitions ;
  - une course finale pour déterminer un gagnant.

## Les défauts
- Règles compliquées. Mais ce défaut fait aussi tout le charme de ce jeu.
- Les points de départ, fixés sur la mappemonde, ne placent pas les joueurs sur un pied d'égalité.
- Pièces fragiles.

## Le jeu actuellement
Une rapide recherche sur Internet montre qu'il n'a pas disparu et que ses règles ont été conservées. Il semble avoir été commercialisé après les années 1960 mais avec une mappemonde complètement redessinée.